# Barreiros (São José)

Barreiros é um bairro do município catarinense de São José. É o segundo bairro mais populoso de São José, com aproximadamente 20 mil habitantes, e faz divisa com Florianópolis e com os bairros Bela Vista e Kobrasol.
Barreiros também dá nome ao Distrito de Barreiros, que foi criado pela lei municipal nº 32, de 26 de dezembro de 1958, e anexado ao município de São José. O distrito de Barreiros compreende a porção norte do município, banhada pela Baía Norte. 
Apresenta terreno montanhoso nas ruas perpendiculares à avenida Leoberto Leal e a BR-101. A Avenida Leoberto Leal é o principal eixo comercial do bairro, tendo ótima infraestrutura de serviços que incluem várias agências bancárias, a Faculdade Estácio de Sá de Santa Catarina e diversas revendas de automóveis.
Na década de 1990 houve um referendo popular sobre a emancipação do distrito de Barreiros em relação ao município de São José, sendo decidido que o bairro e o distrito continuariam a integrar o município.